# 1944年復員兵援護法

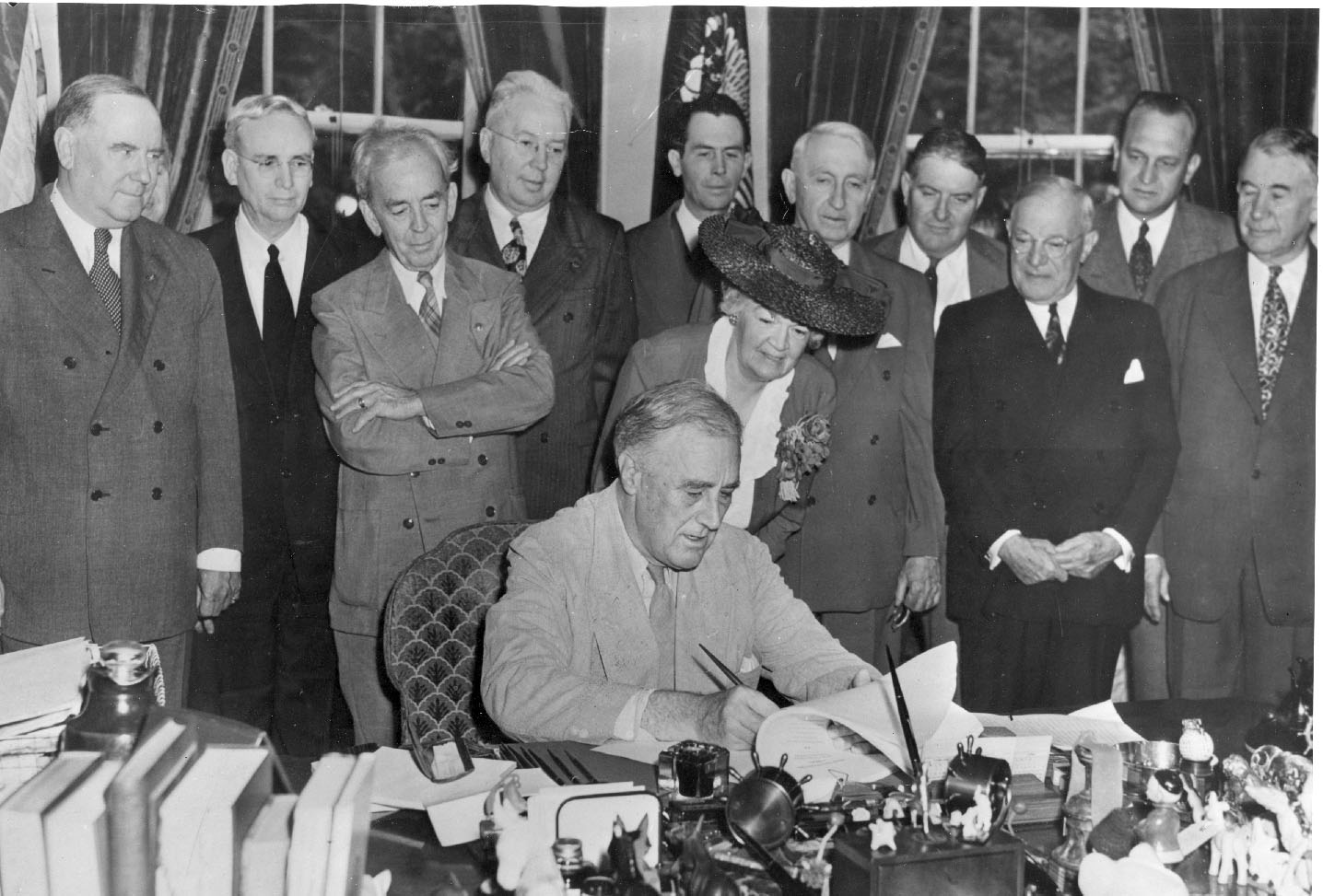
GI法に署名するフランクリン・ルーズベルト大統領（1944年6月22日）

1944年復員兵援護法(1944ねんふくいんへいえんごほう、Servicemen's Readjustment Act of 1944)、通称GI法（ジーアイほう、G.I. Bill）とは、第二次世界大戦から帰還した退役軍人（G.I.と呼ばれる）に様々な手当を提供するために1944年に制定されたアメリカ合衆国の法律である。当初のGI法は1956年に失効したが、「GI法」という言葉は、今日でもアメリカ退役軍人を支援するためのプログラムを指す言葉として使われている。

## 概要
1944年、戦時中の全ての退役軍人に報酬を与えたいと考えたアメリカ在郷軍人会を中心として、超党派により法案が提出され、可決・成立した。第一次世界大戦以来、在郷軍人会は退役軍人への手厚い給付を求めて議会に働きかけてきた。一方、フランクリン・ルーズベルト大統領は、兵役の有無にかかわらず、貧しい人々に焦点を当てたより小規模なプログラムを望んでいた。最終的な法案では、第二次世界大戦の退役軍人のほぼ全員に即時に金銭的報酬が与えられることになった。これにより、1920年代から1930年代にかけて政治的混乱の原因となった、第一次世界大戦の退役軍人に対する生命保険金の支払い延期を回避することができた（ボーナスアーミーも参照）。給付内容は、低価格の住宅ローン、事業や農業を始めるための低金利ローン、1年間の失業補償、高校や大学、職業訓練校に通うための授業料や生活費の専用支払いなどであり、戦時中に90日以上現役で活動し、不名誉除隊していない全ての退役軍人が給付対象となった。
1956年までに、780万人の退役軍人がGI法による教育給付を利用し、約220万人が大学に進学し、560万人が何らかの訓練プログラムを受けた。歴史家や経済学者は、GI法は政治的にも経済的にも大きな成功を収め、特に第一次世界大戦の退役軍人の待遇とは対照的に、アメリカの人的資本の蓄積に大きく貢献し、長期的な経済成長を促したと評価している。一方、一部の資金が営利目的の教育機関に回ったことで批判を受けた。
GI法は、ジム・クロウ法に対応したものであったため、人種差別的な要素があった。地方自治体や州政府、住宅や教育における民間業者による差別のため、GI法ではアフリカ系アメリカ人などの有色人種に対し白人と同様の恩恵を与えることができなかった。コロンビア大学の歴史学者アイラ・カッツネルソンは、GI法を「白人のためのアファーマティブ・アクション」と表現した。GI法は、人種間の貧富の差を拡大したとして批判されている。
2008年に成立したポスト9/11退役軍人教育支援法(Post-9/11 Veterans Educational Assistance Act of 2008)では、GI法よりもさらに特典が拡大され、退役軍人に対し、州の公立大学の学費を国が全額負担することになった。2017年に恒久GI法が成立した。

## 歴史

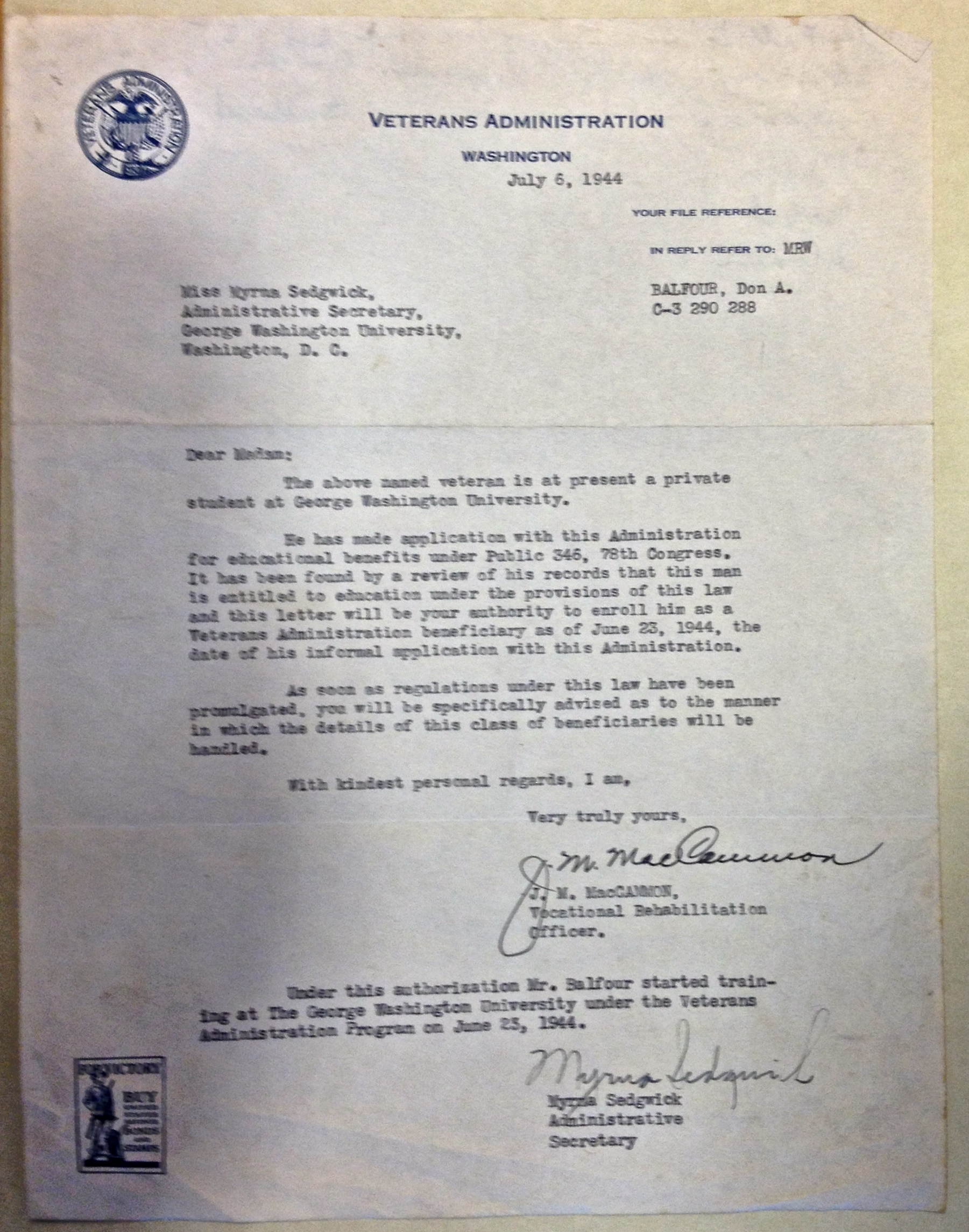
1944年GI法に基づく最初の受給者となったドン・A・バルフォアに関する、退役軍人局からジョージ・ワシントン大学への書簡。

復員兵援護法（GI法）は1944年6月22日に成立した。社会学者のエドウィン・アメンタは、この法律の成立について次のように述べている。
退役軍人恩給は、増税やニューディール政策の国家機関の拡大を恐れる保守派に対する取引材料だった。退役軍人恩給は、少数のグループに与えられるものであり、その他の人々に長期的な影響を与えるものではなく、プログラムはVA（退役軍人局）が管理し、ニューディール政策の官僚組織から権力を奪うものであった。このような恩恵は、ニューディール政策の推進者が戦後、万人のための恒久的な社会政策のシステムを巡って勝利を収めようとする際の妨げになる可能性が高かった。
第一次大戦後の1920年代から1930年代にかけて退役軍人の給付に関する事項が政争の具となった。第二次大戦中、アメリカの政治家たちは、戦後に同様の混乱が起こるのを避けようとしていた。第一次大戦後に結成された退役軍人団体は、何百万人もの会員を抱えていた。退役軍人団体は、軍務に従事した退役軍人（男女を問わず）に給付金を支給する法案を議会に提出し、支持を集めた。デビッド・オルティーズは、「彼らの努力によって、VFWと在郷軍人会は、何十年もの間、アメリカの退役軍人の圧力団体の双璧として定着した」と述べている。
GI法案の最初の草稿を書いたのは、共和党全国委員会委員長であり、アメリカ在郷軍人会の元全国司令官であったハリー・W・コルメリーであると言われている。コルメリーは、ワシントンD.C.のメイフラワー・ホテルで、法案のアイデアを紙ナプキンに書き留めたと言われている。イリノイ州セーレムの在郷軍人会の8人のグループもまた、退役軍人の福利厚生に関するアイデアをナプキンや紙に記録したとされている。このグループには、後にルーズベルト大統領による法案への署名に立ち会ったイリノイ州知事のジョン・ヘンリー・ステレが含まれていた。
法案の成立に積極的に関わったアーネスト・マクファーランド上院議員（アリゾナ州選出、民主党所属）とウォーレン・アサートン上院議員（カリフォルニア州選出、共和党所属）は、「GI法の父」と呼ばれている。この法案の作成に協力し、共同提案した女性上院議員であるエディス・コース・ロジャース（マサチューセッツ州選出、共和党所属）の貢献については、コルメリーと同様に、時間の経過とともに忘れ去られてしまい、ロジャースが「GI法の母」と呼ばれることはない。

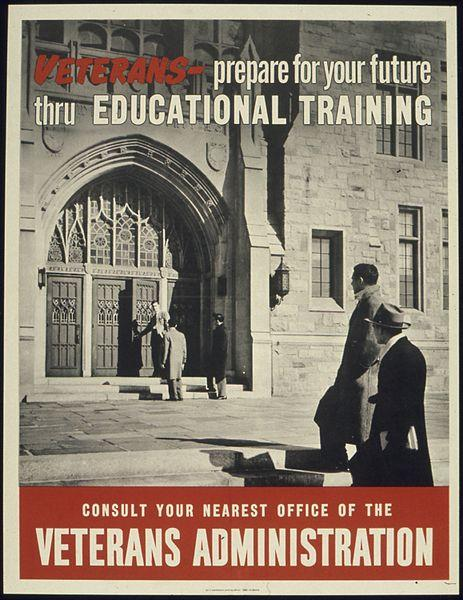
GI法について広報する政府のポスター

ルーズベルト大統領が当初提案した法案では、貧しい退役軍人については1年間の資金援助、その他の者については筆記試験を課し、成績上位者だけが4年間の学費支援を受けることができるとした。在郷軍人会の提案では、女性や少数民族を含む全ての退役軍人に、財産の有無にかかわらず、完全な給付を行うとしていた。
GI法の重要な条項に、退役軍人に低金利で頭金なしの住宅ローンを提供することがあり、新築の場合は中古住宅よりも有利な条件となっていた。これにより、何百万人ものアメリカ人家族が、都市部のアパートから郊外の住宅へと引っ越すことになった。
もう一つの条項は、失業者に対する「52-20条項」として知られていた。失業した退役軍人は、求職中に週に1回20ドルを最長で52週間（1年間）受け取ることができた。しかし、52-20条項のために用意された資金のうち、分配されたのは20%にも満たなかった。ほとんどの復員兵は、すぐに仕事を見つけることができたか、高等教育を受けていた。GI法に基づく給付金は所得とみなされないため、受給者は所得税を支払う必要はなかった。
1944年のGI法は1956年に失効した。しかしその後も、退役軍人に様々な特典を付与する法律が成立しており、これらの法律も「GI法」と呼ばれている。
ベトナム戦争の帰還兵のGI法教育給付金の利用率は72%で、第二次世界大戦の帰還兵(49%)や朝鮮戦争の帰還兵(43%)よりも高かった。
カナダでも、第二次世界大戦の退役軍人を対象とした同様のプログラムが実施され、アメリカと同様の経済効果をもたらした。

## 問題

### 人種差別
GI法は、第二次世界大戦の退役軍人が市民生活に適応できるよう、低額の住宅ローンや低金利ローン、経済的支援などの特典を提供することを目的としていた。しかし、アフリカ系アメリカ人は、白人ほどの恩恵を受けられなかった。歴史学者のアイラ・カッツネルソンは、「この法律はジム・クロウに合わせて意図的に設計された」と主張している。
ニューヨークとニュージャージー北部の郊外では、GI法によって6万7千件の住宅ローンが組まれたが、そのうち白人以外によるものは100件にも満たなかった。さらに、銀行や住宅ローン会社は黒人への融資を拒否したため、黒人がGI法の恩恵を受けることができなかった。
アメリカ南部では、公民権運動が始まるまで、ほとんどの大学が黒人の入学を拒否していた。この地域では、黒人の隔離が法的に義務付けられていた。当時、南部で黒人を受け入れた大学は100校しかなく、しかもその教育の質は低かった。そのうち28校では学士の資格が取得できなかった。学士取得以降の教育を提供しているのは7州のみで、黒人が利用できる博士課程のある大学は存在しなかった。これらの教育機関はいずれも、白人や人種差別のない大学に比べて規模が小さく、リソース不足に直面していることが多かった。
1946年までに、教育給付金を申請した10万人の黒人のうち、大学に入学できたのはその5分の1に過ぎなかった。さらに、歴史的に黒人学生の多い大学(HBCU)は、入学者数の増加とリソースの逼迫により、推定2万人の退役軍人を退学させなければならなくなった。HBCUは既に最も貧しい大学だった。退役軍人側の要求により、伝統的な「説教して教える」授業法を超えたカリキュラムの拡大が必要になると、HBCUのリソースはさらに逼迫した。
黒人がGI法の恩恵を受けるには多くの障害があったものの、この法律によって、大学や大学院に通うアフリカ系アメリカ人の人口は大幅に増加した。黒人の大学への入学者数は、1940年には米国の大学入学者総数の1.08%だったが、1950年には3.6%に増加した。しかし、このような成果はほぼアメリカ北部の州に限られていた。GI法の影響により、白人と黒人の教育的・経済的格差は全国的に拡大していった。黒人人口の79パーセントは南部の州に住んでいたことから、教育を受けられたのはアメリカ合衆国の黒人の一部に限られていた。

### 商船隊
1936年商船法によって、商船隊の船員は戦時中は軍人とみなされていたにもかかわらず、議会は当初のGI法の対象に商船隊の船員を含めていなかった。1944年6月にGI法案に署名したルーズベルト大統領（民主党所属）は、「戦争中に何度も祖国の福祉のために命を懸けてきた商船隊員に、議会が近いうちに同様の機会を与えてくれることを信じている」と述べた。しかし、その動きが出るのは、第二次世界大戦の最年少の退役軍人が90歳を超えた21世紀になってからだった。
2000年代、残された生存者に何らかの恩恵を与えることで、商船隊員の貢献を認めようという動きが出てきた。2007年に3つの法案が連邦議会に提出され、そのうち1つが下院で可決された。"The Belated Thank You to the Merchant Mariners of World War II Act of 2007"は、1941年12月7日から1946年12月31日までの間に、アメリカの商船隊（陸軍輸送サービスおよび海軍輸送サービスを含む）の隊員として記録されていた各個人に対し、退役軍人省が月額1千ドルの給付金を支払う「商船隊員平等補償」を定めるものである。この法案は、2007年にボブ・フィルナー議員（カリフォルニア州選出）によって下院に提出され、下院を通過したが、上院は通過しなかったために廃案となった。また、商船隊をGI法に組み込む試みとして、ヒラリー・クリントン上院議員が提出した"21st Century GI Bill of Rights Act of 2007"がある。これは、2001年9月11日以降、アメリカ国外に派遣された、または、国内で勤務している軍人や予備役が、軍務に関連した障害や困難、特定の病状により除隊した場合、36か月間の教育支援を提供するというものである。ジェフ・ミラー下院議員（フロリダ州選出）は、1941年12月7日から1946年12月31日までの間に沿岸の商船員として名誉ある勤務をしたことを証明することで、1977年のGI法改善法に基づく退役軍人手当の受給資格を得ることができる法案を提出した。この法案は下院を通過したが、上院を通過せず廃案となった。

### 退役軍人を目当てにした学校
1940年代にGI法が成立した後、数多くの営利目的の職業訓練学校が誕生した。これらの中には、連邦政府の資金援助のための90-10規則から除外されている退役軍人を今でもターゲットにしているところがある。この抜け穴は、営利目的の学校が退役軍人とその家族をカモにして積極的に勧誘することを助長している。90-10規則の抜け穴を塞ぐための立法措置が講じられたが、失敗している。
GI Bill Comparison Toolによると、GI法による給付金の最大の受給者は以下の通りである。
- フェニックス大学（英語版） 190,941,289ドル
- メリーランド大学グローバルキャンパス（英語版） 67,806,473ドル
- アメリカ公立大学システム（英語版） 58,773,186ドル
- フルセイル大学（英語版） 48,678,834ドル
- コロラド工科大学（英語版） 48,024,079ドル
- アリゾナ州立大学 42,759,321ドル
- リバティ大学 33,938,851ドル
- ナショナル大学（英語版） 32,080,876ドル
- サザン・ニュー・ハンプシャー大学（英語版） 30,986,463ドル

## 内容
全ての退役軍人教育プログラムは、合衆国法典の第38編（退役軍人給付(Veterans' Benefits)）に記載されている。それぞれのプログラムは、第38編の中の各条に記載されている。